# St. Judas Thaddäus (Weihers)

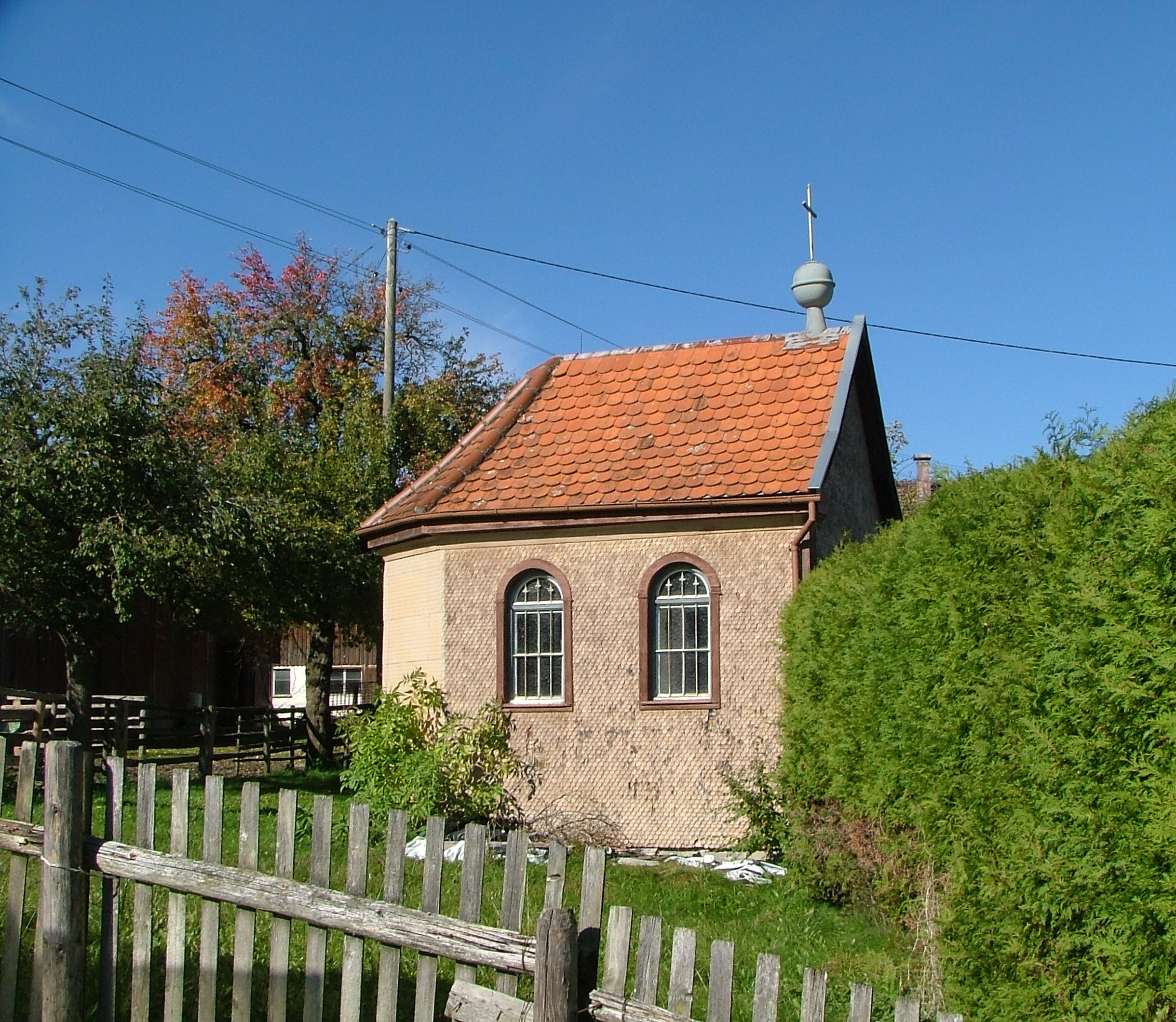
St. Judas Thaddäus in Weihers

Die römisch-katholische Kapelle St. Judas Thaddäus befindet sich in Weihers, einem Ortsteil von Altusried im Landkreis Oberallgäu (Bayern). Die Kapelle steht unter Denkmalschutz. Errichtet wurde die Kapelle im Jahr 1921. Sie besteht aus einem kleinen dreiseitig geschlossenen rechteckigen Raum zu zwei Fensterachsen. Im Inneren befindet sich ein Jugendstilaltar.